# Archie Comics
Archie Comic Publications, Inc., és una editorial estatunidenca de còmics amb seu a Pelham, Nova York. Els nombrosos títols de la companyia són protagonitzats pels adolescents de ficció Archie Andrews, Jughead Jones, Betty Cooper, Veronica Lodge, Reggie Mantle, Sabrina Spellman i Josie and the Pussycats.
La companyia va començar el 1939 com MLJ Comics, que publicava principalment còmics de superherois. Els personatges inicials d’Archie van ser creats el 1941 per l'editor John L. Goldwater i l’artista Bob Montana, en col·laboració amb l'escriptor Vic Bloom, Van aparèixer per primera vegada a Pep Comics #22, publicat el 15 d'octubre de 1941 (amb data de portada de desembre de 1941). Amb la creació d’Archie, l'editor John Goldwater esperava fer una crida als fans de les pel·lícules d'Andy Hardy protagonitzades per Mickey Rooney.
Archie Comics també va ser el títol de la publicació més llarga de la companyia, el primer número de la qual es va publicar el 15 de novembre de 1942 amb data de portada de l’hivern de 1942. A partir del número 70, el títol es va escurçar simplement a Archie. La sèrie insígnia es va rellançar pel número 1 al juliol de 2015 amb un nou aspecte i disseny adequat per a una nova generació de lectors, tot i que després del número 32 va tornar a la seva numeració històrica amb el número 699. Els personatges i conceptes de Archie Comics també han aparegut en nombroses pel·lícules, programes de televisió, dibuixos animats i videojocs.

## Història

### MLJ Magazines

#### 1939–1946: Primers anys
Maurice Coyne, Louis Silberkleit i John L. Goldwater van fundar MLJ Magazines i van començar a publicar al novembre de 1939. El nom de l'empresa es derivava de les inicials dels noms dels socis.
Coyne va exercir de comptable i financer de MLJ. Coyne i Silberkleit havien estat socis a Columbia Publications, una empresa de pulp magazines que va publicar la seu darrera revista el 1960. Silberkleit tenia un títol universitari per la Universitat de St. John, era farmacèutic amb llicència i registre i tenia una llicenciatura en dret per la New York Law School. Els seus esforços es van centrar en els negocis, la impressió, la separació, la distribució i les financers de l'empresa. John Goldwater va ocupar el càrrec de redactor en cap. Goldwater va ser un dels fundadors de la Comics Magazine Association of America (coneguda pels aficionats per la seva Comics Code Authority). Goldwater també va ser un comissari nacional de la Lliga Antidifamació.
El primer còmic de MLJ, publicat el novembre de 1939, va ser Blue Ribbon Comics amb la primera meitat a tot color i la darrera meitat amb tons vermells i blancs. Al primer número hi va aparèixer a Rang-a-Tang the Wonder Dog. El gener de 1940, Pep Comics va presentar Shield, el primer heroi patriòtic dels còmics dels EUA, creat per l'escriptor i editor gerent Harry Shorten i dissenyat per l'artista Irv Novick. Top Notch Comics es va llançar el desembre de 1941. Fins al març de 1944, el personatge de portada de Pep era Shield fins que Archie es va fer estrenar a la portada. The Shield va ser un precursor del Capità Americà de Joe Simon i Jack Kirby, publicat 14 mesos abans.

### Archie Comics
Les pel·lícules d'Andy Hardy van ser una inspiració perquè Goldwater tingués un còmic sobre una persona normal. L'adolescent Archibald "Chick" Andrews es va presentar amb Betty Cooper i Jughead Jones a Pep Comics # 22 amb data de portada de desembre de 1941, en una història de l'escriptor Vic Bloom i l'artista Bob Montana. Archie aviat es va convertir en el capçalera de la MLJ, que va canviar el seu nom per Archie Comic Publications. Siberkleit i Coyne van suspendre Columbia Publications. A finals dels anys 1950, Archie Publishing va llançar la seva línia "Archie Adventure Series" amb una nova versió del Shield i dos nous personatges.
A mitjans dels anys seixanta, durant el període que els aficionats i historiadors anomenen Edat de Plata dels Còmics, Archie va canviar els seus superherois a una nova empremta, "Mighty Comics Group", com una paròdia de Marvel, amb els herois de la MLJ realitzats en l'humor descarat del programa de televisió Batman. Aquesta empremta va acabar el 1967.
A principis dels anys 70, Archie Enterprises Inc. va passar a ser pública. Poc més de 10 anys després, el fill de Michael Silberkleit, Michael i el de John Goldwater, Richard va tornar Archie Comic Publications a la propietat privada. Michael Silberkleit va exercir de president i coeditor, mentre que Richard Goldwater va exercir de president i coeditor. Coyne es va retirar als anys setanta com a CFO.
Archie va llançar una empremta de terror i terror de curta vida, Red Circle Comics, als anys 70. La companyia va reviure aquesta empremta als anys 80 per la seva breu línia de còmics de superherois. A la dècada dels vuitanta, Archie va planejar tornar a publicar superherois amb la empremta Spectrum Comics, amb diversos talents de gran perfil, però va cancel·lar aquest intent abans de publicar un sol número.
Havent llicenciat els Superherois MLJ de Archie el 1991, DC Comics va llançar la seva empremta Impact Comics amb aquests herois.
El 4 d'abril de 2003, la companyia de teatre Dad's Garage Theatre Company a Atlanta tenia programada una nova obra de Roberto Aguirre-Sacasa, Archie's Weird Fantasy, que representava al resident més famós de Riverdale que sortia de l'armari i es traslladava a Nova York. El dia abans que s'estrenés l'obra, Archie Comics va emetre una ordre de cessament i desistiment, amenaçant un litigi si continuava tal com estava escrita. El director artístic de Dad's Garage, Sean Daniels, va dir: "L'obra consistia en representar a Archie i als seus amics de Riverdale creixent, sortint i enfrontant-se a la censura. Archie Comics va pensar que si es retratava a Archie com a gai, això diluiria i embrutaria la seva imatge". Va presentar-se uns dies més tard com "Weird Comic Book Fantasy" amb els noms de personatges canviats. El 2014, Aguirre-Sacasa es va convertir en el màxim responsable creatiu d’Archie.
Bill Yoshida va aprendre a rotular còmics de Ben Oda i va ser contractat el 1965 per Archie Comics, on va fer una mitjana de 75 pàgines a la setmana durant 40 anys per un total aproximat de 156.000 pàgines.
El 2008, Archie Publications va tornar a llicenciar a DC Comics els seus Superherois MLJ per a una línia integrada de l’Univers DC, Red Circle.
Després de la mort de Richard Goldwater el 2007 i de Michael Silberkleit el 2008, la vídua de Silberkleit, Nancy i el germà mitjà de Goldwater, Jonathan, es van convertir en caps executius el 2009. Nancy Silberkleit, antiga professora d’art de l'escola primària, va rebre la responsabilitat dels projectes d’escola i teatre, i Jon Goldwater, antic responsable de música rock/pop, va ser el responsable de dirigir els esforços quotidians de publicació i entreteniment de la companyia. La companyia va demandar a Silberkleit el juliol de 2011, i Goldwater va presentar una altra demanda contra ella el gener de 2012, al·legant que estava prenent decisions negatives comercials i alienant el personal; ella, al seu torn, el va demandar per difamació. Al febrer de 2012, la jutgessa de la Cort Suprema de Nova York, Shirley Kornreich, a Manhattan, havia multat a Silberkleit per 500 dòlars per violar l'ordre de tardor del tribunal que la expulsava temporalment de la seu de la companyia i va dir que el tribunal podria nomenar un receptor temporal per protegir els actius de la companyia.
A partir del 2010, la companyia es va associar amb Random House Publisher Services per a la seva distribució a llibreries que incloïa les reimpressions en paperbacks, les novel·les gràfiques originals i altres formats de llibres. Archie Comics va augmentar la seva producció de novel·la gràfica i l'edició col·leccionable, passant d'11 títols de llibres aquell any a 33 el 2012 i 40 el 2013. Les vendes de la companyia també van augmentar un 410% per a llibres i un 1.000% en llibres electrònics des del 2010.
A partir del juliol del 2010, es va publicar el primer número de Life with Archie. La sèrie va incloure dues narracions diferents que exploraven dos possibles futurs: un món en què Archie es casava amb Betty i un món on es casava amb Verònica. La sèrie també va incorporar temes més contemporanis com ara la mort, les molèsties matrimonials, el matrimoni del mateix sexe, el càncer, problemes financers i el control de les armes.
Kevin Keller, el primer personatge gai d'Archie Comics, es va presentar a Veronica #202 amb data de portada de setembre de 2010. El personatge es va crear a partir d'una conversa entre Goldwater l'escriptor i artista Dan Parent durant la primera cimera creativa de la companyia, per aportar més diversitat a Riverdale. El número es va exhaurir a nivell de distribuïdora i va provocar per primera vegada que Archie Comics a publiqués una segona edició d'un còmic. El juny de 2011, Keller va aparèixer a la seva pròpia minisèrie de quatre parts. Una sèrie bimensual de Kevin Keller llançada amb l'escriptor-artista Parent a principis del 2012 va rebre un premi GLAAD per Outstanding Comic Book (Comic Book excepcional) l'any següent.
El març de 2011, una còpia d’Archie Comics #1, publicat per primera vegada el 1942, es va vendre a la subhasta per 167.300 dòlars, un record per un còmic no superheroic.
A l’abril de 2011, Archie Comics es va convertir en el primer editor de còmics principal que va posar a disposició digital tota la seva línia el mateix dia de la publicació impresa. A la Comic Con de Nova York a l'octubre de 2011, Archie Comics va anunciar que els seus superherois tornarien com a línia totalment digital sota la impremta Red Circle, un model de subscripció amb accés a arxiu amb una emissió posterior. L'empremta va començar el 2012 amb una nova sèrie de New Crusaders.
A l'octubre de 2013, Archie Comics va llançar el seu primer títol de terror, Afterlife with Archie , que representa a Archie i a la colla que tracta un apocalipsi zombi que comença a la seva ciutat natal de Riverdale. Escrit per Roberto Aguirre-Sacasa i dibuixat per l'artista Francesco Francavilla, Afterlife with Archie també va ser el primer títol d'Archie Comics que es va vendre exclusivament a les botigues de còmics i va portar una qualificació de "Teen+". La sèrie va adaptar els personatges de Archie en un món amb temes per a adults i tropes de terror, incloent zombies, ocultisme, dimonis i Cthulhu.
Al desembre de 2014, Archie Comics va anunciar que la seva sèrie insígnia Archie es rellançaria amb un nou primer número el juliol de 2015. La nova sèrie seria una interpretació moderna dels personatges d'Archie per l'escriptor Mark Waid i l'artista Fiona Staples, que representaria relats serialitzats. Després dels primers tres números, Annie Wu va dibuixar un número, seguida de la nova artista regular Veronica Fish. El nou títol va rebre el premi d'IGN a la "Millor sèrie còmica nova del 2015".
Roberto Aguirre-Sacasa, dramaturg, guionista de televisió i de còmics, va ser nomenat cap de creació d'Archie Comics el març del 2014. Els personatges d’Archie van aterrar a Fox amb una sèrie de TV en acció en directe, Riverdale, amb un acord de guió i una penalització a l’octubre de 2014. Ho produïen Warner Bros TV i Berlanti Productions. Tot i això, l'espectacle no es va programar fins al 29 de gener de 2016 per the CW.

## Personatges

### Archie i Riverdale
Archie està situat a la petita ciutat fictícia de Riverdale. No s'especifica l'estat ni la ubicació general de la ciutat.
The New York Times va postular que "el dibuixant Bob Montana va entintar les semblances originals d'Archie i els seus amics i els va situar en una idíl·lica comunitat del Midwestern anomenada Riverdale perquè el senyor Goldwater, un novaiorquès, tenia records de temps passats a Hiawatha, Kansas." Tot i això, altres han notat semblança entre Riverdale i Haverhill, Massachusetts, on Bob Montana va assistir a Haverhill High School.

### Superherois
Inicialment, MLJ va començar a publicar tires d’humor i aventures en còmics antologics com era l'estàndard, però ràpidament va afegir superherois al segon número del seu primer títol, Blue Ribbon Comics #2, amb Bob Phantom. El gener de 1940, Pep Comics es va estrenar presentant Shield, el primer heroi patriòtic de còmics d'Amèrica, de l'escriptor i editor gerent Harry Shorten i de l'artista Irv Novick. Els herois de l'edat d'or de MLJ també van incloure la Black Hood (Caputxa Negra), que també va aparèixer en revistes de polpa i en un programa de ràdio; i Wizard, que compartia un títol amb Shield.
Publicacions posteriors dels superherois de MLJ es van produir en diverses empremtes: Archie Adventure Series, Mighty Comics, Red Circle Comics i un intent avortat, Spectrum Comics. Arxives Publications després els va concedir a DC Comics a la dècada de 1990 per imprimir a l’univers Impact Comics i, de nou, el 2008, a la línea Red Cicle integrada a l’Univers DC.

## Honors i guardons
El servei postal dels Estats Units va incloure Archie en un conjunt de cinc segells de lliurament commemoratius de 44 cèntims sobre el tema "Sunday Funnies" (còmic duminiclas), publicat el 16 de juliol de 2010. El segell de Archie presentava Veronica, Archie i Betty compartint un batut de xocolata. Els altres segells representaven personatges dels còmics Beetle Bailey, Calvin i Hobbes, Garfield i Deniel el Trapella.

## Personatges d'Archie Comics en altres suports

### Televisió

#### Animació
El 1968, CBS va començar a emetre episodis de The Archie Show, una sèrie de dibuixos animats produïda per Filmation. Tot i que només va durar una única temporada, es va anar reemtent durant la següent dècada, i va ser seguida per diversos programes derivats, que van utilitzar segments d’aquest original espectacle Archie i de material nou. El 1970, Sabrina, la bruixa adolescent va aconseguir la seva pròpia sèrie animada, també produïda per Filmation. El 1970, una altra propietat d’Archie va rebre el tractament de dibuixos animats del dissabte al matí: Josie and the Pussycats. A diferència d’Archie i Sabrina, el programa de Josie va ser produït per Hanna-Barbera Productions, la companyia que tenia al cap èxits animats com Ós Yogui (Yogi Bear), Els Picapedra (The Flintstones), Els Supersònics (The Jetsons) i Scooby-Doo. L'espectacle va ser seguit per una sèrie derivada, Josie and the Pussycats in Outer Space, el 1972. Actualment estan disponibles en DVD The Archie Show, Sabrina the Teenage Witch, Josie and the Pussycats, i alguns dels spin-off inclosos Josie and the Pussycats in Outer Space.
El 1987, DIC Entertainment va produir un dibuix de dissabte al matí per NBC, The New Archies. Aquest dibuix de televisió infantil va tornar a imaginar els estudiants adolescents de Riverdale High School com a adolescents en secundària. Es van produir catorze episodis de l'espectacle, que es van publicar durant l'única temporada de l'espectacle el 1987 i es van repetir el 1989. Es va produir una sèrie Archie Comics de curta durada que porta el mateix títol i es va situar en el mateix univers que la sèrie animada. Els protagonistes de la sèrie van formar part de la programació de dissabte al matí a The Family Channel de 1991 a 1993 i a Toon Disney de 1998 a 2002. El repartiment era bàsicament el mateix, però Dilton Doiley va ser substituït pel personatge "intel·lectual" per un afroamericà anomenat Eugene. La núvia d’Eugeni, Amani, va ser un altre complement al repartiment. Archie també va guanyar un gos anomenat Red.
El 1999, un altre programa d'animació amb Archie i els seus amics va ser produït per DIC Entertainment. Archie's Weird Mysteries va mostrar els personatges principals d'Archie resoldent misteris que esproduïen a la seva ciutat natal de Riverdale. L'espectacle es va publicar a la xarxa PAX durant una temporada de 40 episodis i continua apareixent de forma esporàdica en reaparicions a diverses altres xarxes. La sèrie completa es va publicar en DVD el 2012. Com a acompanyant de la sèrie Archie, DIC també va produir Sabrina: The Animated Series, Sabrina's Secret Life i Sabrina: Friends Forever; els dibuixos van presentar Sabrina i les seves ties a una edat més jove que la que tenien als còmics. Per a totes aquestes sèries es van produir títols vinculats (Tie-in) en còmic.
El 2012, es va anunciar que MoonScoop produiria una nova sèrie Sabrina the Teenage Witch titulada Sabrina: Secrets of a Teenage Witch. Va passar una temporada de 26 episodis a Hub Network des d'octubre de 2013 fins a juny de 2014.
El 2013, MoonScoop va anunciar que també produirà una nova sèrie d'animació d'Archie titulada It's Archie, que comptaria amb Archie i amics de primer nivell. La primera temporada tindria 52 episodis d'11 minuts. Tot i això, des del seu anunci encara no s'ha donat a conèixer cap altra informació sobre la sèrie.

#### Acció en directe

##### 1970 especials iArchie: To Riverdale and Back Again
A mitjans dels anys setanta, es van emetre a la televisió nord-americana dos especials d’actuació en directe d'Archie i de personatges d'Archie. "Archie", que es va emetre el 19 de desembre de 1976, va ser un episodi pilot d'una hora com a part de l'ABC Saturday Comedy Special, i "The Archie Situation Comedy Musical Variety Show", una pel·lícula de TV, que es va emetre el 5 d'agost de 1978. Tots dos especials van presentar els mateixos actors repartits en els seus respectius papers. El 1990, NBC va emetre Archie: To Riverdale and Back Again (titulada Archie: Return to Riverdale en vídeo), una pel·lícula de televisió que presenta a Christopher Rich com a Archie Andrews de 30 anys que torna a la seva ciutat natal per reunir-se amb una reunió de l'escola secundària i es reuneix amb Betty, Verónica i altres personatges originals de còmic.

##### Sabrina the Teenage Witch
El 1996, la xarxa de cable Showtime va emetre Sabrina the Teenage Witch, una pel·lícula de TV en acció en directe protagonitzada per Melissa Joan Hart com Sabrina. La pel·lícula va servir de pilot per a una sèrie de televisió, també protagonitzada per Hart, que va començar a emetre's a la tardor de 1996 a ABC. La sitcom va ser relativament fidel a la sèrie de còmics i va tenir una llarga durada fins al 2003. Està disponible en la seva totalitat en DVD, igual que la pel·lícula original de TV.

##### Riverdale
A l'octubre de 2014, Greg Berlanti desenvolupava una sèrie de drames per a Fox titulada Riverdale amb Berlanti i Sarah Schechter com a productors executius a través de Berlanti Productions i Roberto Aguirre-Sacasa escrivint la sèrie. Comptaria amb Archie, Betty, Veronica, Jughead, Cheryl, Toni, Sweetpee, Fangs, Reggie, Kevin, Josie & Pussycats i tots els pares. Al juliol de 2015, el pilot va ser traslladat a The CW. Aguirre-Sacasa, a més de la sèrie que ofereix una canvi audaç i subversiu, ha descrit Riverdale com "Archie meets Twin Peaks" (Archie es troba amb Twin Peaks). El pilot va ser encarregat per la xarxa el gener del 2016, i es va començar a rodar a la primavera. Archie és interpretat per l'actor KJ Apa.

##### Chilling Adventures of Sabrina
Al setembre de 2017, es va informar que s'estava desenvolupant una sèrie de televisió en acció en directe per a The CW per Warner Bros. Television i Berlanti Productions, amb un llançament previst a la temporada de televisió 2018-2019. Basada en la sèrie de còmics, amb el personatge d'Archic Comics Sabrina the Witch Teenage, la sèrie seria una sèrie acompanyant de Riverdale. Lee Toland Krieger dirigia el pilot, escrit per Roberto Aguirre-Sacasa. Tots dos són productors executius juntament amb Greg Berlanti, Sarah Schechter i Jon Goldwater. Al desembre de 2017, el projecte s'havia traslladat a Netflix amb un nou títol encara per anunciar. El servei de streaming ha encarregat dues temporades, de deu episodis cadascuna. El rodatge per a la primera temporada va començar el 19 de març de 2018.

### Pel·lícula
El 2001, Universal Studios i Metro-Goldwyn-Mayer van publicar Josie and the Pussycats, basat en el còmic del mateix nom.
El 2003, Miramax va anunciar que estaven treballant en una pel·lícula de Betty i Veronica, però el projecte va ser cancel·lat.

### Pintura
El 2014, la Galeria Trípoli de Southampton, Nova York, va mostrar una col·lecció de pintures a l'oli de Gordon Stevenson, també conegut com a Baró Von Fancy, amb personatges d'Archie Comic en escenes orientades a adults.

## Lloc oficial
Segons l'editor Michael I. Silberkleit, el lloc web oficial d' Archie rep de 15 a 18 milions de visites al mes.